# Fjodor Smolov
Fjodor Michajlovitj Smolov (ryska: Фёдор Михайлович Смолов), född 9 februari 1990 i Saratov, Ryska SFSR, Sovjetunionen är en rysk fotbollsspelare.
Smolov spelar för den ryska klubben Lokomotiv Moskva. Han representerar även Rysslands fotbollslandslag.